# USS Francis M. Robinson (DE-220)
«Френсіс Робінсон» (англ. USS Reuben James (DE-153) — військовий корабель, ескортний міноносець класу «Баклі» військово-морських сил США за часів Другої світової війни.
«Френсіс Робінсон» був закладений 22 лютого 1943 року на верфі Philadelphia Naval Shipyard у Філадельфії, Пенсільванія, де 29 травня 1943 року корабель був спущений на воду. 15 січня 1944 року він увійшов до складу ВМС США.

## Історія
2 травня 1944 року, після введення до строю, ескортний міноносець прибув до Норфолка, штат Вірджинія, де увійшов до складу групи мисливців на ПЧ з ескортним авіаносцем «Боуг», надзвичайно успішного й результативного протичовнового угруповання. 13 травня 1944 року, патрулюючи води поблизу островів Зеленого Мису, «Френсіс Робінсон» встановив звуковий контакт з ворожим підводним човном. Корабель провів атаку за допомогою глибинних бомб і реактивної установки «Хеджхог», унаслідок якої був потоплений японський підводний човен RO-501, колишній німецький U-1224.
З літа 1944 року залучався до ескорту транспортних конвоїв у північній Атлантиці. 2 серпня вийшов з Нью-Йорка в першому з п'яти походів з конвоєм до портів Північної Африки. 17 лютого 1945 року, під час четвертого такого бойового походу, коли конвой формувався для проходу на схід через Гібралтарську протоку, два торговельні судна були торпедовані ворожим човном. «Френсіс Робінсон» проконтролював, як одне пошкоджене судно своїм ходом вирушило до найближчого порту, і залишився з іншим, виділивши на допомогу частину екіпажу, щоб допомогти зупинити затоплення, доки з Гібралтару не прибув буксир.
6 лютого 1947 року ескортний міноносець прибув до Кі-Веста, свою базу до кінця своєї військово-морської кар'єри, і з того часу проводив операції з вивчення і розвитку тактики протичовнової війни.
20 червня 1960 року «Френсіс Робінсон» був виведений зі строю до резерву у Філадельфії.
1 липня 1972 року «Френсіс Робінсон» був вилучений з Регістру військово-морських суден і 12 липня 1973 року проданий на металобрухт.